# 1820년 미국 하원의원 선거
1820년 미국 하원의원 선거는 1820년 미국에서 치러진 하원의원 선거이다. 

## 선거 결과
| 정당       | 의석 수 |
| ---------- | ------- |
| 민주공화당 | 155석   |
| 연방당     | 32석    |
| 합계       | 187석   |